# Dikraneura carneola
Dikraneura carneola är en insektsart som först beskrevs av Carl Stål 1858.  Dikraneura carneola ingår i släktet Dikraneura och familjen dvärgstritar. Inga underarter finns listade i Catalogue of Life.